# It's coming
It's coming es el noveno episodio la tercera temporada de la serie televisiva de Drama y Ciencia ficción Héroes.

## Resumen
Arthur Petrelli decide atacar a Hiro Nakamura, y Ando hace lo posible por ayudarlo, pero Arthur es más fuerte y luego de que este se distraiga viendo la pintura futura de un eclipse este suelta a Hiro, y Ando le dice a Hiro que se concentre y éste se teletransporta a una tienda de waffles, Hiro se ve en un espejo y pregunta por qué está tan viejo, Ando le pregunta si se siente bien y Hiro le contesta que él cree tener 10 años.
Ando intenta constantemente enseñarle a Hiro a usar sus poderes, y luego de ver que Ando decía la verdad, este los usa solo para beneficio propio, haciendo travesuras o teletransportándolos a una tienda de cómics, ahí se topan con un cómic de 9 wonders!, que predice un eclipse con las palabras "está llegando". 
Arthur regresa al laboratorio y entonces habla con Mohinder Suresh diciéndole cuál puede ser el problema y Mohinder le dice que sin un catalizador, no pueden completar la fórmula y Arthur llama a Knox y a Flint.
Después de esto, ellos escuchan gritos y ven como el paciente muta grotescamente.
Claire y Peter se encuentran huyendo de Knox y Flint quienes fueron enviados para atrapar al catalizador, entonces Claire y Peter observan una alcantarilla y deciden ocultarse ahí, pero cuando aparecen, Knox y Flint, estos capturan a Claire y Peter completamente solo e indefenso sin poder hacer nada contempla esto, pero este se arma de valor y va a confrontarlos solo para terminar ganando tiempo engañando a Flint para liberar su habilidad Pyrokenica en un tubo lleno de gas; Claire y Peter logran escapar.
Matt Parkman y Daphne llegan a la compañía, donde encuentran a Angela Petrelli aún en coma y este usando su habilidad telepática decide hacer algo, para liberarla y se levanta en la mente de Ángela; ahí ella le dice que solo pierde su tiempo, y Daphne aparece también, Matt le da un abrazo a Daphne y esta lo apuñala con un cuchillo en el estómago, Matt comienza a gritar, y en el mundo real Daphne atiende a Matt y encuentra sangre en el estómago de este.
Elle Bishop es encadenada en una habitación, sola con Sylar, entonces ella libera su habilidad y comienza a electrocutar a Sylar hasta dejarlo inconsciente pero este sin querer defenderse le da a Elle toda la libertad de torturarlo y ella, accede y comienza a electrocutarlo hasta su cansancio, entonces Sylar se incorpora y empieza a cortar telekineticamente las cadenas de Elle y la libera perdonándole la vida, luego Sylar recuerda su lección con su padre y adquiere el poder de Elle sin necesidad de matarla, más tarde los dos ya reconciliados se comparten cargas en sus manos y entre risas, mientras Arthur ve esto por un monitor.
Nathan Petrelli y Tracy Strauss han llegado a Pinehearts, allí él le explica a Tracy que podría impresionarse mucho al ver a su padre todavía vivo, y cuando lo visita, él le pide a Tracy algo de privacidad, una vez hecho esto él le asegura que lo que le hizo a su familia estuvo mal, que las dos semanas que vivió es parte de su destino, Nathan se enfada con él y se marcha, con Tracy este luego se despide de ella y se va volando.
Tracy se dirige a la compañía de Pinehearts, allí ella le dice a Arthur que puede llegar a convencer a Nathan de estar en su equipo para apoyar sus planes y Arthur cierra el trato.
Angela Petrelli logra liberarse de su trance y está rodeada en la habitación con Peter, Nathan, Claire, Matt, y Daphne a su alrededor, mientras que Arhtur acabando de pintar un dibujo precognitivo, se encuentra con su "equipo" (Tracy, Knox, Sylar, Elle, y Flint). 
Mientras Arthur dice "Está llegando y ve su dibujo precognitico un Eclipse.